# Paso de Águila Copala
Paso de Águila Copala är en ort i Mexiko.   Den ligger i kommunen Santiago Juxtlahuaca och delstaten Oaxaca, i den sydöstra delen av landet, 290 km söder om huvudstaden Mexico City. Paso de Águila Copala ligger 785 meter över havet och antalet invånare är 448.
Terrängen runt Paso de Águila Copala är kuperad österut, men västerut är den bergig. Paso de Águila Copala ligger nere i en dal. Runt Paso de Águila Copala är det ganska glesbefolkat, med 31 invånare per kvadratkilometer. Närmaste större samhälle är Putla Villa de Guerrero, 5,1 km sydost om Paso de Águila Copala. I omgivningarna runt Paso de Águila Copala växer huvudsakligen savannskog.